# Euphorbia monteiri
Euphorbia monteiri es una especie fanerógama perteneciente a la familia de las euforbiáceas. Es endémica de Sudáfrica, Namibia, Angola, Botsuana, Zimbabue.

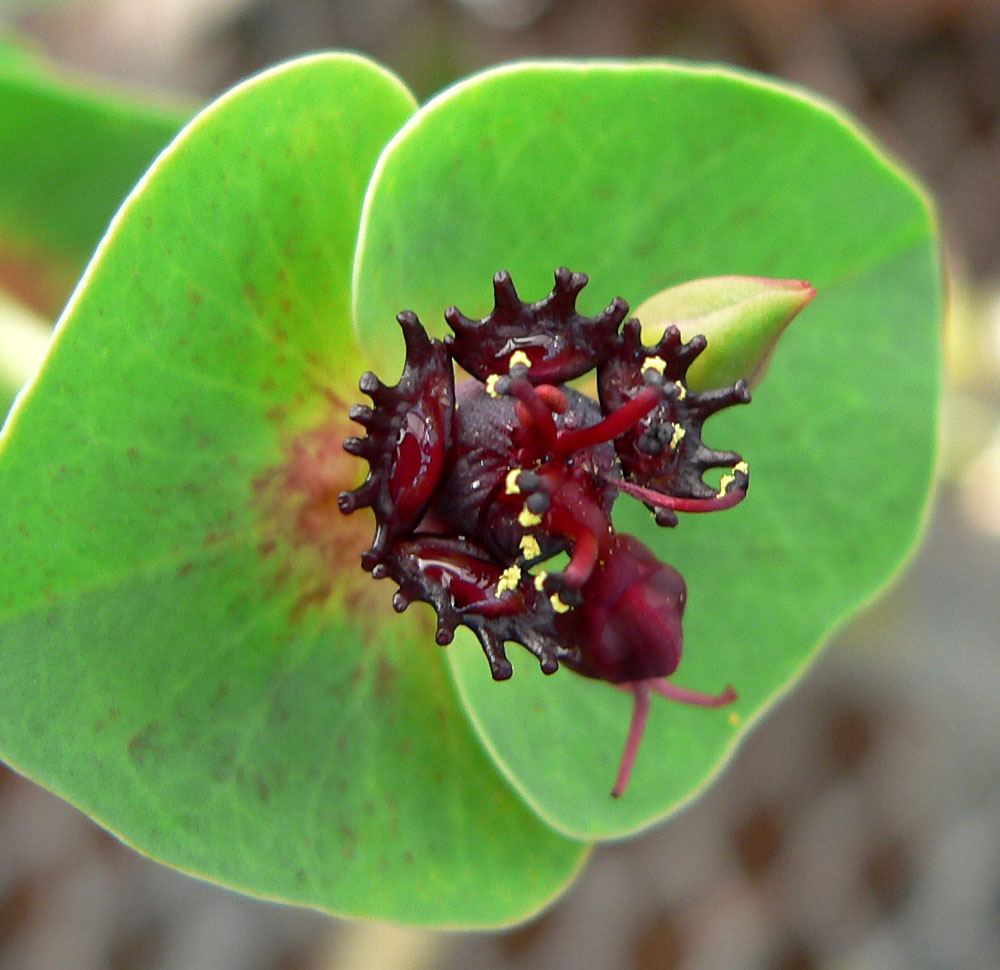
Detalle de la flor

## Descripción
Es una planta suculenta perennifolia, erecta, con un tubérculo,  subcilíndricos, con  restos secos de antiguos pedúnculos erectos y curvado sobre el ápice.

## Ecología
Ecología desconocida en Angola, en Ovambolandia en el extremo norte de Namibia: muy común en los pisos abiertos de arena, a menudo en asociación con matorral de Colophospermum mopane, Hyphaene ventricosa, Caralluma vaga, Aloe littoralis, etc. ..
Fácil de cultivar.

## Taxonomía
Euphorbia monteiri fue descrita por Robert Allen Dyer y publicado en Records of the Albany Museum 4: 93. 1931.
Etimología
Euphorbia: nombre genérico que deriva del médico griego del rey Juba II de Mauritania (52 a 50 a. C. - 23), Euphorbus, en su honor – o en alusión a su gran vientre –  ya que usaba médicamente Euphorbia resinifera. En 1753 Carlos Linneo asignó el nombre a todo el género.
monteiri: epíteto otorgado en honor del ingeniero de Minas y naturalista portugués Joachim John Monteiro (1833 - 1878) quien la descubrió en Angola.
Variedades
- Euphorbia monteiri ssp. brandbergensis B.Nord. 1974
- Euphorbia monteiri ssp. monteiri
- Euphorbia monteiri ssp. ramosa L.C.Leach 1966

Sinonimia
- Euphorbia longibracteata Pax
- Euphorbia marlothii Pax[6]